# 21432 Polingloh
21432 Polingloh è un asteroide della fascia principale. Scoperto nel 1998, presenta un'orbita caratterizzata da un semiasse maggiore pari a 2,2815404 UA e da un'eccentricità di 0,0966634, inclinata di 5,59074° rispetto all'eclittica.